# Godinești
Godinești is een Roemeense gemeente in het district Gorj.
Godinești telt 2263 inwoners.